# Étouvelles
Étouvelles é uma comuna francesa na região administrativa de Altos da França, no departamento de Aisne. Estende-se por uma área de 2,38 km². Em 2010 a comuna tinha 218 habitantes (densidade: 91,6 hab./km²).